# 大蜜蜂 (游戏)

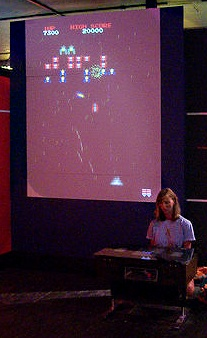
Galaga的遊玩示意圖

《Galaga》（中文暱稱「大蜜蜂」，因机体较Galaxian大）是日本Namco推出的射擊遊戲，於1981年9月首度推出街機版。美國的Midway Games亦獲Namco授權發佈此遊戲。

## 遊戲介紹
遊戲為《Galaxian》（又稱「小蜜蜂」、「烏蠅機」等）的後續作品，玩家需控制畫面下方的太空戰機，把上方的外星昆蟲射掉，同時亦要閃避敵人攻擊，包括炮彈及向下衝來。當畫面全部敵人被射掉，玩家方能玩下一關。
位於畫面上方的綠色昆蟲會飛到畫面中央，放出吸收光波，把玩家的戰機吸走並俘虜，這時玩家需要用新的戰機繼續遊戲。如果把俘虜戰機的敵人射死，玩家便可取回失機，並可以兩架戰機同時遊戲。但若不慎擊中「俘虜中」的失機，那該架飛機即消失。
玩家在遊戲開始時會有三架戰機，當所有戰機被打死時，遊戲便會結束。另外，當玩家的分數達30,000、70,000及其後每70,000分便會有額外戰機獎賞。

## 平台
除街機平台外，遊戲亦被移植至多個平台上，原裝街機版本包括：
- FC遊戲機
- MSX
- Game Boy Color
- Atari 7800
- BBC Micro
- Xbox 360（收錄在Xbox Live Arcade內）
- Wii（在Virtual Console環境下執行）

遊戲亦被收錄在不同平台的Namco Museum套裝中，包括以下遊戲平台。
- PlayStation（Namco Museum Volume 1）
- 任天堂64（Namco Museum 64）
- Dreamcast（Namco Museum DC）
- Game Boy Advance（Namco Museum Advance）
- PlayStation 2、Xbox、GameCube、Microsoft Windows（Namco Museum: 50th Anniversary Arcade Collection）
- PlayStation Portable

## 參看
- 大蜜蜂 復仇之戰

## 外部連結
- 手機版本遊戲官網
- Virtual Console版本 （页面存档备份，存于）